# ヒューマンインザループ
ヒューマンインザループ（HITL）は、人間による相互作用を必要とするモデルである。ヒューマンインザループは、機械学習やシミュレーションにおいて、モデリングやシミュレーションの文脈で用いられる。 また、ヒューマンインザループは、ヒューマン・オン・ザ・ループとともに、自律型致死兵器システム（LAWS）の分類で使用される。 

## 機械学習
機械学習においてヒューマンインザループは、モデルを構築する際に、人間がコンピュータを支援して正しい決定を下せるようにするという意味で使われる。ヒューマンインザループは、モデルの改良に必要な最も重要なデータを人間が選択することにより、ランダムサンプリングに比べて機械学習の精度を向上させることができる。  

## ヒューマンインザループシミュレーション
シミュレーションにおけるヒューマンインザループは、「人間がループ（システム）の中に組み込まれている」という言葉通りに、システム（ループ）の中に人間との相互作用（interaction）が含まれることを指す。例えばフライトシミュレータやドライビングシミュレータなどの物理シミュレーションに使われるモデル（システム）に、人間の操作者が含まれることなどである。機械が苦手な部分（意思決定や判断、制御など）を人間が補うことで、システムが成り立つ。モックアップのように、ヒューマンファクターの要件に準拠するために用いられる。 
ヒューマンインザループの中にはインタラクティブ・シミュレーション（対話型シミュレーション）があり、物理シミュレーションに人間のオペレータが含まれる特殊な物理シミュレーションの一種である。 

### 利点
ヒューマンインザループを利用することで、参加者は現実的なモデルと対話し、実際のシナリオと同じように行動を試みることができる。ヒューマンインザループシミュレーションにより、新しいプロセスが導入されるまで表面化しなかったであろう問題を浮かび上がらせることができる。 
評価ツールとしてのヒューマンインザループシミュレーションの現実世界での例として、アメリカ連邦航空局（FAA）による利用が挙げられる。これは、航空管制官の活動の指示には、常にヒューマンエラーの可能性がある。インテリジェントシステムがプロセスを自動化できる範囲は、特定の状況下では限られている。そのため、航空管制官がヒューマンインザループシミュレーション内で実際に、自らの判断と経験に基づいて航空交通の活動を指示することで、新たに導入された手順の効果の監視や、新しい自動化手順をテストすることを可能になる。  

### 例
- フライトシミュレータ
- ドライビングシミュレータ
- 船舶シミュレータ
- コンピュータゲーム
- サプライチェーンマネジメント・シミュレータ[9]
- デジタル・パペトリー

## 兵器
人間の制御の度合いに応じて、自律型致死兵器システム（LAWS）を3つに分類することができる。2012年のヒューマン・ライツ・ウォッチの報告書でボニー・ドチャーティによって示された。  
- ヒューマンインザループ：人間が兵器の作動を指示しなければならない（つまり、完全自律ではない）。
- ヒューマンオンザループ：人間が作動を中止させることができる。
- ヒューマンアウトオブザループ：人間の介在なしに作動する。